# Michał Chaberek (dominikanin)
Michał Chaberek OP (ur. 1980 w Gdańsku) – polski dominikanin, doktor teologii fundamentalnej. Autor publikacji, w których popularyzuje teorię inteligentnego projektu oraz odnowę katolickiej nauki o stworzeniu. 

## Biografia
Urodził się w 1980 roku w Gdańsku. W roku 2000 wstąpił do Zakonu Dominikanów. W 2007 przyjął święcenia kapłańskie w Krakowie. Posługę duszpasterską pełnił w Krakowie i Lublinie. W 2011 roku obronił doktorat na Uniwersytecie Kardynała Stefana Wyszyńskiego w Warszawie. W latach 2012–2013 przebywał w Discovery Institute w Seattle na stypendium naukowym. Po zakończeniu stypendium był duszpasterzem akademickim w Thomas Aquinas College w Kalifornii oraz wikarym w Parafii Św. Dominika w Los Angeles. Obecnie przebywa w Warszawie. 

## Publikacje[3]
- Papieże wobec problemów teologicznych XIX wieku, Lublin 2009.
- Kościół a ewolucja, Warszawa 2012 (wyd. anglojęzyczne Angelico Press 2015).
- Stworzenie czy ewolucja? Dylemat katolika, Warszawa 2014 (razem z Tomaszem Rowińskim).
- Aquinas and evolution, The Chartwell Press 2017.
- Św. Tomasz z Akwinu a ewolucja, Kęty, 2019
- Kościół i wolność: Analiza pojęcia wolności w nauczaniu Kościoła od Wielkiej Rewolucji Francuskiej do Soboru Watykańskiego II, Warszawa 2019

## Tłumaczenia
- Jonathan Moneymaker, Paul A. Nelson, Ralph Seelke, Scott Minnich, Stephen C. Meyer: Zbadaj ewolucję: Argumenty za i przeciwko neodarwinizmowi[4] (org. Explore Evolution)